# Grb Občine Kamnik
Grb Občine Kamnik je sprejel Občinski svet občine Kamnik na 28. seji dne 24. septembra 1997. Grb ima obliko ovalnega ščita, na katerem je na modri podlagi upodobljen osrednji motiv, grajski stolp. Med vrati stolpa s streho, ki ima na vrhu majhne line je upodobljena Veronika, pol kot ženska in pol kot kača s krono na glavi. Ob vznožju stolpa sta vsaksebi obrnjena zelena zmaja. Na desni strani zgornjega dela stolpa je šesterokraka zvezda, na levi pa prvi mesečev krajec.